# مسابقة يوروفيجن للأغاني 2013
كانت مسابقة الأغنية الأوروبية لعام 2013 هي النسخة الثامنة والخمسين من مسابقة الأغنية الأوروبية السنوية. أقيمت في مالمو، في السويد ، بعد فوز لورين في مسابقة 2012  في باكو ، أذربيجان بأغنية " Euphoria ".و كانت هذه هي المرة الخامسة التي تستضيف فيها السويد المسابقة، بعد أن فعلت ذلك سابقًا في 1975 و 1985 و 1992 و 2000 . حيث نظمها اتحاد البث الأوروبي (EBU) والمضيف كان التلفزيون السويدي (SVT) ، أقيمت المسابقة في مالمو أرينا وكانت مسابقة  نصف النهائي في 14 و 16 مايو ، والنهائي كان في 18 مايو 2013. وقد استضافت بترا ميدي العروض الحية الثلاثة ، بينما استضيف إريك سعادة في القاعة الخضراء .
شاركت 39 دولة ، وعادت أرمينيا بعد غياب دام لمدة عام. وفازت الدنمارك بأغنية " Only Teardrops " التي غنتها إيميلي دي فورست وكتبتها ليز كاببل وجوليا فابرين جاكوبسن وتوماس ستنغارد. وكان هذا هو الفوز الثالث للدنمارك في المسابقة بعد فوزها في عامي 1963 و 2000. كانت هذه هي المرة الثانية التي تفوز فيها الدنمارك على الأراضي السويدية. واحتلت أذربيجان وأوكرانيا والنرويج وروسيا المراكز الخمسة الأولى. وفي الوقت نفسه ، من بين الدول الخمس الكبرى نجحت إيطاليا في الوصول للمراكز العشرة الأولى، والثالثة على التوالي منذ عودتها ، حيث جاءت في المركز السابع. في حين احتلت هولندا المركز التاسع فيما كان أول ظهور لها في النهائي منذ 2004. لأول مرة منذ عام 1985 ، لم تشارك أي دولة من الاتحاد اليوغوسلافي السابق في نهائي مسابقة الأغنية الأوروبية.
أفاد اتحاد الإذاعات الأوروبية أن 170 مليون مشاهد شاهدوا نصف نهائي ونهائي نسخة 2013.

## موقع المسابقة

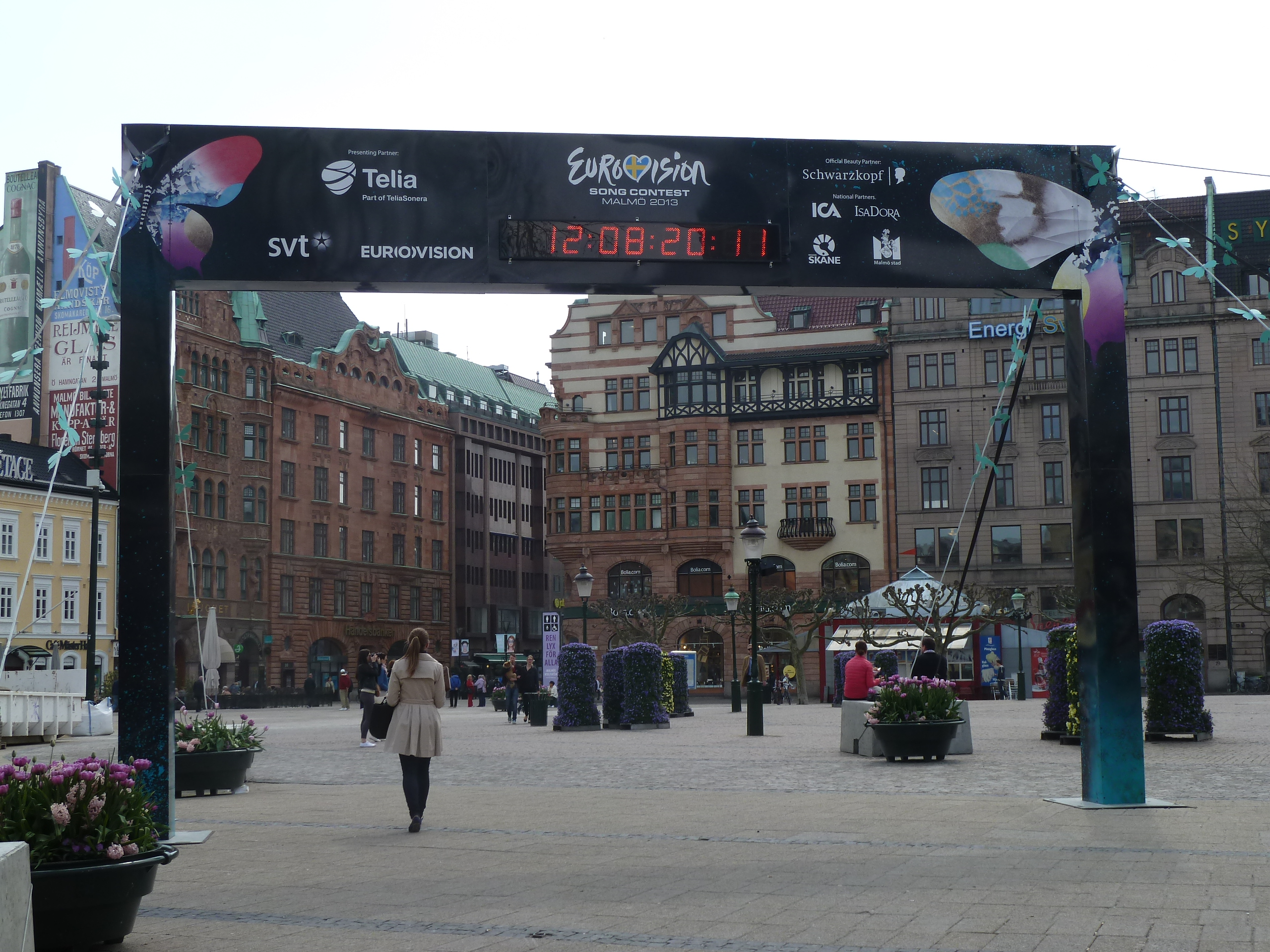
ساحة في مالمو قبل النهائيات ، مع جدول زمني يوضح العد التنازلي للبث.

في 8 يوليو 2012 ، أعلن التلفزيون السويدي (SVT) أن مالمو أرينا في مالمو ستكون المكان المضيف لمسابقة الأغنية الأوروبية 2013. كانت هذه هي المرة الخامسة بعد 1975 و 1985 و 1992 و 2000 التي أقيمت فيها المسابقة في السويد، والمرة الثانية بعد عام 1992 في مالمو. أعرب التلفزيون السويدي عن رغبته في استضافة المسابقة في مكان أصغر قليلاً من السنوات السابقة، فضلاً عن بيئة أصغر يسهل تكريسها وتزيينها للاحتفالات للحدث داخل المدينة المضيفة. كان هذا من العوامل في اختيار مالمو أرينا كمكان مضيف، ومالمو كثالث أكبر مدينة في السويد من حيث عدد السكان بعد ستوكهولم وجوتنبرج ، وهما مقدمان آخران للموقع.

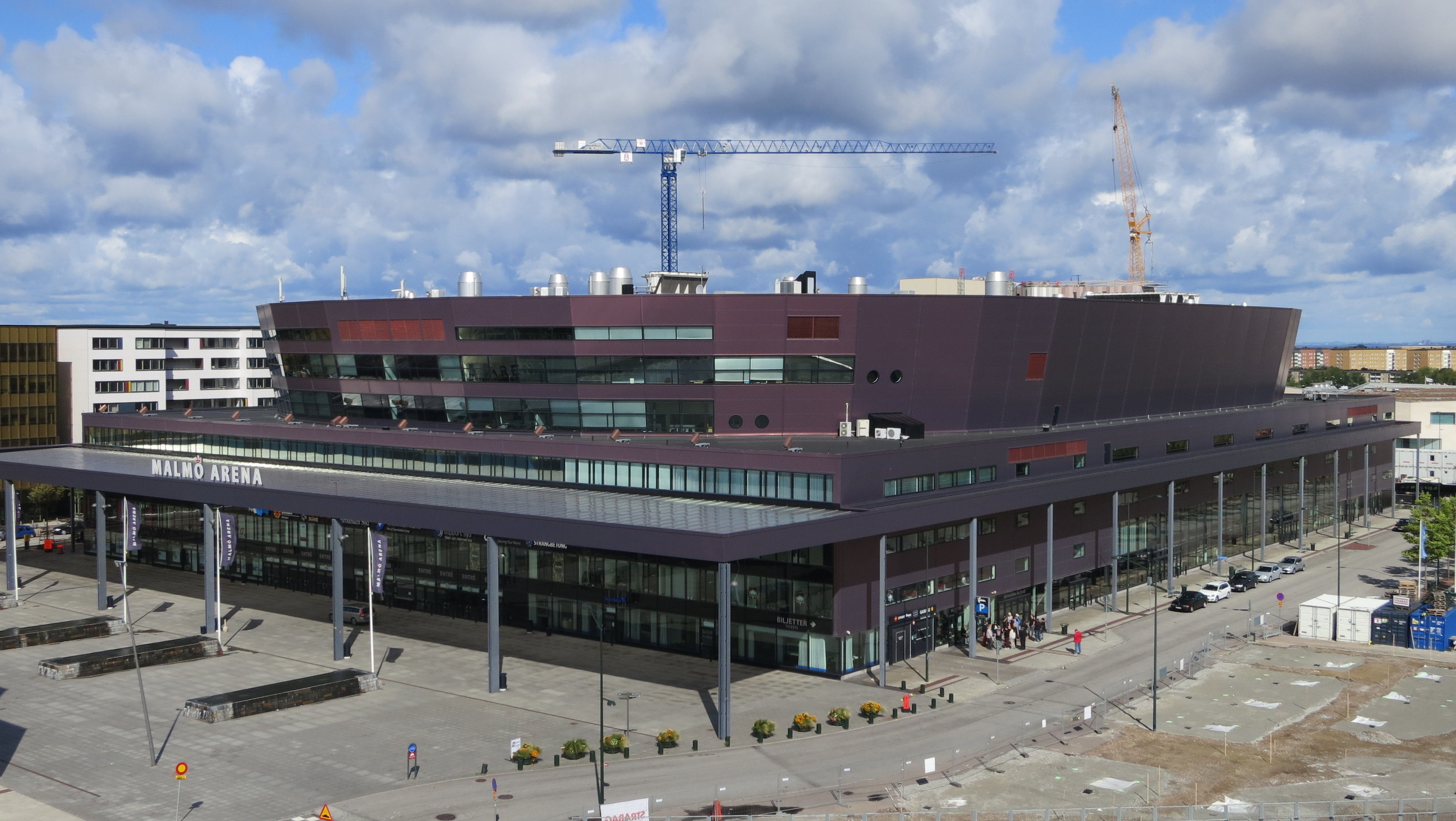
مالمو أرينا ، مالمو - المكان المضيف لمسابقة 2013.

في ليلة النهائي لعام 2012، صرح الرئيس التنفيذي لشركة SVT ، إيفا هاميلتون ، لوسائل الإعلام السويدية أنه تم النظر في أماكن مختلفة في ستوكهولم وغوتنبرغ ومالمو لاستضافة مسابقة 2013. كان أحد البدائل التي تم طرحها في Expressen ، هو عقد المنافسة في ثلاثة أماكن مختلفة - الدور نصف النهائي في جوتنبرج ومالمو ، والنهائي في ستوكهولم. تم رفض هذا الاقتراح باعتباره غير ممكن من قبل SVT ، والتي أعلنت أن المسابقة ستستضيف في مدينة واحدة فقط.

## الدول المشاركة

الدول المشاركة
الدول التي لم تتأهل للنهائي
الدول المشاركة سابقا ولكن ليس في 2013

تم الإعلان في 21 ديسمبر 2012 أن 39 دولة ستتنافس في مسابقة الأغنية الأوروبية 2013. أكدت أرمينيا التي مثلت آخر مرة في عام 2011، أنها ستعود إلى المسابقة بعد انقطاع دام عام واحد. قررت كل من البرتغال والبوسنة والهرسك عدم دخول مسابقة 2013 بسبب الصعوبات المالية ،  بينما لم تشارك سلوفاكيا وتركيا لأسباب مختلفة.

## روابط خارجية
- الموقع الرسمي
- مسابقة يوروفيجن للأغاني 2013  في قاعدة بيانات الأفلام على الإنترنت (بالإنجليزية)